# Ладыженский, Василий Максимович
Василий Максимович Ладыженский (?—1839 или 1840) — российский генерал-майор, участник войн против Наполеона, русско-турецкой войны 1828—1829 годов и Кавказских походов.
Военную службу начал в 1797 году юнкером в артиллерийском батальоне, в 1799 году произведён в поручики.
В 1805 году принял участие в походе в Австрию, в сражении под Аустерлицем был захвачен французами в плен, из которого вернулся в 1807 году. В 1811 году произведён в капитаны. В 1813 и 1814 годах находился в Заграничном походе, в 1813 году получил чин подполковника.
Произведённый в 1821 году в полковники Ладыженский 9 мая следующего года получил в командование 21-ю артиллерийскую бригаду. С 31 марта 1823 года был начальником подвижных запасных артиллерийских парков 2-й армии, с 2 мая 1825 года командовал 19-й артиллерийской бригадой, однако 31 июля 1828 года был возвращён на предыдущую должность во 2-ю армию. В том же году принял участие в русско-турецкой войне. Находился при взятии Браилова, блокаде Шумлы и осаде Варны, в следующем году находился под Силистрией вплоть до взятия этой крепости. За отличия 6 декабря 1829 года произведён в генерал-майоры.
В конце 1830 года назначен начальником артиллерийских гарнизонов Кавказского округа, к месту службы прибыл в марте 1831 года. Неоднократно принимал участие в походах против горцев.
Умер в конце 1839 или в начале 1840 года, из списков исключён 21 января 1840 года.
Среди прочих наград Ладыженский имел орден Св. Анны 2-й степени (22 августа 1826 года), орден Св. Георгия IV класса (за беспорочную выслугу 25 лет в офицерских чинах, 26 ноября 1827 года, № 4077 по кавалерскому списку Григоровича — Степанова) и орден Св. Владимира 3-й степени (21 августа 1828 года).